# Euphorbia ingens

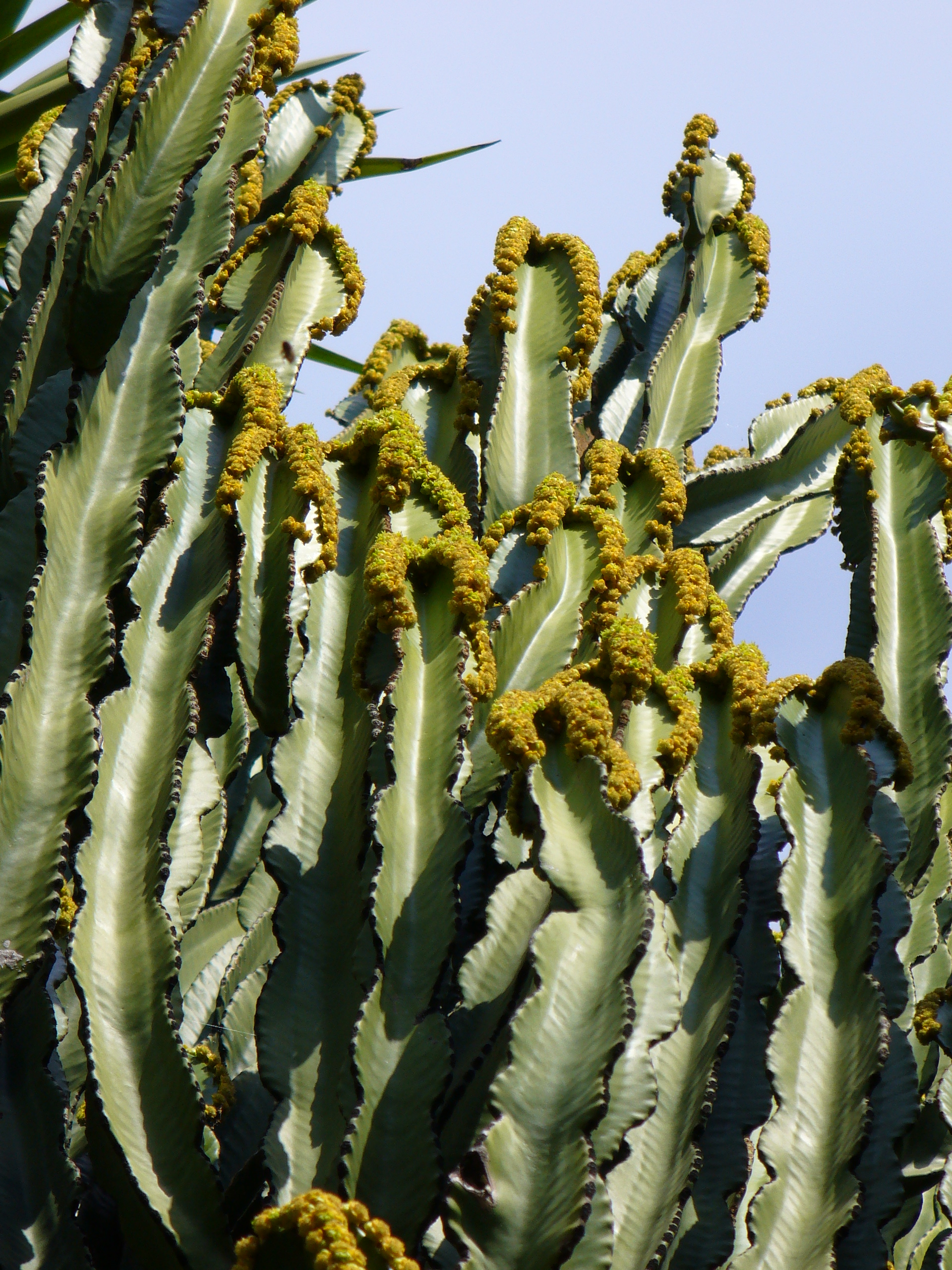
Detall de les branques

Euphorbia ingens és una espècie fanerògama suculenta pertanyent a la família de les euforbiàcies. És endèmica de les regions tropicals del sud d'Àfrica. Es troba a una altitud de 10-1.600 m, tant a boscos caducifolis de la vall del Rift com a zones rocoses als voltants de camps de cultiu o en sòls sorrencs sense gaire vegetació, als turons rocosos, monticles de tèrmits i també a argiles al·luvials.
Es tracta d'un arbre que pot arribar a mesurar fins a 15 m d'alçada, i és autènticament xerofític, ja que les seves fulles són molt reduïdes, rudimentàries i curtes, adoptant les tiges la funció fotosintètica, que és també on s'emmagatzema el líquid. Les espines hi apareixen en parelles al llarg de les costes que fan les tiges. Té un tronc curt principal ramificat lliurement inicialment molt baix, el que dona lloc, generalment, a la forma de canelobre de la corona individual de les branques. Produeix flors grogues i verdes a la part més alta de les branques durant la tardor i hivern. El fruit és el típic de les eufòrbies: rodó, trilobulat, una càpsula que es torna vermella o púrpura quan madura. A la seva maduresa és un arbre molt ramificat i de grans dimensions, essent una característica dominant del paisaje.
Les branques s'utilitzen com a verí per a peixos al sud d'Àfrica i Zimbàbue. La fusta del tronc principal és lleugera i resistent, essent utilitzada per a fer portes, taulons i vaixells. També és fàcil de cultivar.
Aquesta espècie és propera a Euphorbia candelabrum.

## Taxonomia
Euphorbia ingens va ser descrita per E.Mey. ex Boiss. i publicada a Prodromus Systematis Naturalis Regni Vegetabilis 15(2): 87. 1862.

### Etimologia
- Euphorbia: nom genèric que deriva del metge grec del rei Juba II de Mauritània (52 a 50 aC - 23), Euphorbus, en el seu honor – o fent al·lusió al seu gran ventre – ja que usava mèdicament Euphorbia resinifera. El 1753 Linné va assignar el nom a tot el gènere.[4]
- ingens: epítet llatí que significa "enorme".[5]

#### Sinonímia
- Euphorbia similis A. Berger[6]